# Erna Raid
Erna Raid er en militærkonkurrence, der afholdes hvert år i Estland.
I sommeren 1993, efter at Estland havde fået sin uafhængighed fra Sovjetunionen, var der en gruppe estiske entusiaster, der genopdagede ruten for rekognosceringsenheden Erna' tur, og oprettede den militære sportsklub Erna Society. Sommeren efter begyndte den civile klub at afholde en årlig konkurrence, Erna Raid, der på nuværende tidspunkt er en af de længste og sværeste internationale militærsport konkurrencer af sin slags.